# 巴孛
巴孛或巴布（Báb，1819年10月20日—1850年7月9日），原名赛义德·阿里·穆罕默德（波斯文：سيد علی ‌محمد），波斯设拉子商人，巴比教的创立者，巴哈伊信仰三位中心人物之一。1844年5月23日，他宣称自己为伊斯兰教什叶派预言的卡伊姆（或称作马赫迪），他以巴孛（the Báb）作为自己的称号，意即「大门」。他启示了大量的书简，说明自己弥赛亚的地位，新信仰的教义，构成了新的宗教律法。他的启示最终吸引了成千上万的支持者。新信仰遭到了伊朗什叶派神职人员的反对，并遭致伊朗政府的镇压，数以千计的信众被处决。1850年在大不里士被枪杀，时年30岁。
巴哈伊信徒认为，巴孛是以利亞和施洗约翰的再来。而巴哈伊信仰的创立者巴哈欧拉是巴孛的追随者，则声称自己完成了巴孛的预言，是「上帝将昭示天下者」。

## 生平

### 早期生活

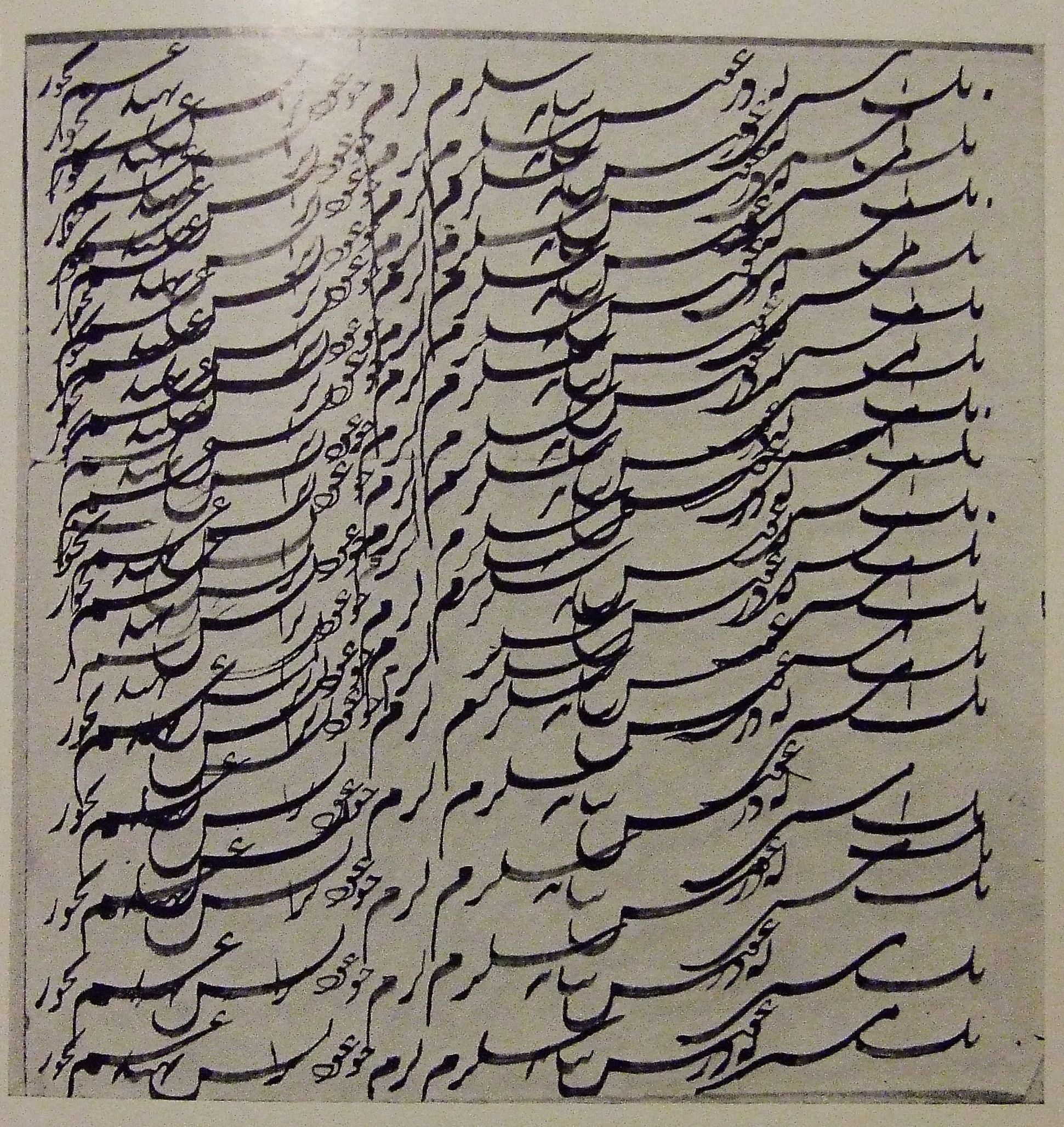
巴孛十岁前的书法练习

赛义德·阿里·穆罕默德，生于1819年10月20日，波斯设拉子的一个中等商人家庭。父亲为赛义德·穆罕默德·里达，母亲为Fátimih Bagum（1800-1881）是设拉子一名富商的女儿，她后来成为了一名巴哈伊。巴孛的父亲早年去世，由一位舅舅，哈吉·米尔扎·赛义德·阿里抚养成人，该舅舅亦为商人。 他宣称自己从父母两支都是随伊玛目·侯赛因的穆罕默德的后人。 他在设拉子时，被舅舅送去学校，但是只读了六七年。 在15到20岁时，他和舅舅一起继承家业，成了伊朗位于波斯湾附近布什尔省的商人。  一些他早期的文献显示，他并不热衷于运作家族生意，而更乐于研究宗教文献。 当时有人形容他为「一个非常沉默寡言的人，如非必要，绝对一言不发。他甚至不回答我们的提问。他常常沉浸于自己的思索中，全神贯注地反复祈祷和吟诵诗节。人们形容他是一个俊美、留着小胡子、穿着整洁的人，穿着绿色的披巾和黑色的头巾。」
一位英国的医生形容他说：「这是一个温和美貌的年轻人，身材较小，在波斯人中很平常，有着一副优美的嗓音，深深打动了我。」

### 婚姻
1842年，他与赫蒂彻·贝居姆（1822-1882）结婚，他时年23岁，妻子20岁。 她是设拉子一户富商的女儿。他们婚姻生活幸福， 育有一子，艾哈迈德，在出生的当年即夭折。他妻子以后未育，两人在设拉子的一间普通民居与巴孛的母亲同住。后来赫蒂彻·贝居姆成为了一名巴哈伊。

### 谢赫运动
18世纪90年代，谢赫·艾哈迈德（1753–1826）成为了什叶派伊斯兰内宗教运动的领导者。他的追随者被称为谢赫派，他们在等待卡伊姆，或马赫迪的降临。谢赫·艾哈迈德过世后，领导权传至拉什特的赛义德·卡齐姆（1793–1843）。
1839-1840年间，巴孛去往伊拉克朝圣，大部分时间停留在卡爾巴拉附近。据信他在那里与谢赫派的首领赛义德·卡齐姆会面，后者对前者评价颇高。据信，巴孛出席了赛义德·卡齐姆的多场演说，但这段经历未被文献记载。
在1843年12月过世前，赛义德·卡齐姆劝说他的追随者走出家门，寻找马赫迪，因为据他预言，马赫迪很快就会出现。他的追随者之一，穆拉·侯赛因在清真寺守夜40天后，旅行去往设拉子，在此处会见了巴孛。

### 向穆拉·侯赛因宣示

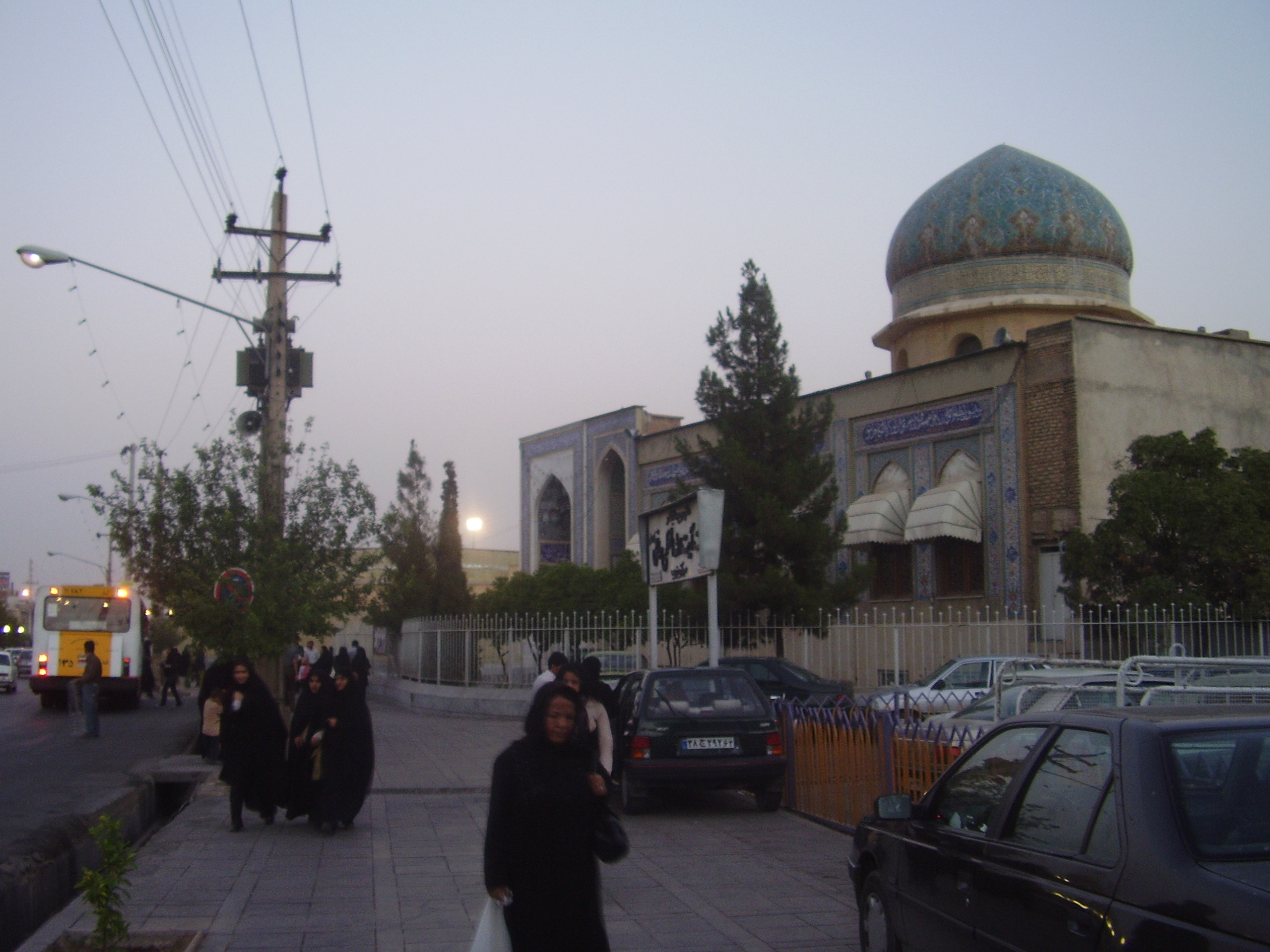
巴孛在设拉子的故居，现已被毁，原址上改建为清真寺。电线杆所示处即为当年巴孛向穆拉·侯赛因宣示的房间。

在穆拉·侯赛因到达设拉子不久以后，他就与巴孛见面了。1844年5月22日夜晚，穆拉·侯赛因受邀前往巴孛寓所，当晚，他告诉巴孛说他正在寻找卡齐姆可能的继任者。巴孛私下告诉穆拉·侯赛因，他就是卡齐姆的继任者，神圣知识的掌握者。
经过考虑后，穆拉·侯赛因成为第一个接受巴孛，承认他为真理之门和一个新的显圣周期的使者。巴孛满意地回答了穆拉·侯赛因所有的问题，当场快速启示了优素福章的经注，后被称为《加尧穆勒-阿斯玛》，这被认为是巴孛的第一份启示。

### 新生字母
穆拉·侯赛因是巴孛的第一个使徒，在五个月内，17名其他赛义德·卡齐姆的追随者独立地承认了巴孛上帝显圣者的地位，其中有一名女诗人，被授以塔荷蕾（纯洁者）的称号。这18个人后来被称为新生字母，担当着将新信仰传遍伊朗和伊拉克的使命。巴孛非常强调这18人的灵性地位，他们与巴孛一起，构成了他宗教的第一次「合一」（Unity--阿拉伯语 Wáhid）。在阿拉伯语中，「团结」（Wáhid）一词用阿拉伯语数字系统的值是19。巴孛在波斯语巴扬经中给予了新生字母们类似于穆罕默德、法蒂玛、十二伊玛目和四天使長般的灵性地位。在某种意义上，他们类似于耶稣的十二个门徒。

### 宣示
在早期的圣作中，巴孛倾向于把自己描述为通向隐遁的第十二任伊玛目的大门，随后他公开宣称自己即为第十二任伊玛目以及新的上帝的使者。Saiedi认为，巴孛的圣作在整体上是有一贯性的，而并非中间有离断，或中途改变了想法，而巴孛身份的逐渐被揭开是由现实状况下多样性中的统一原则所界定的。

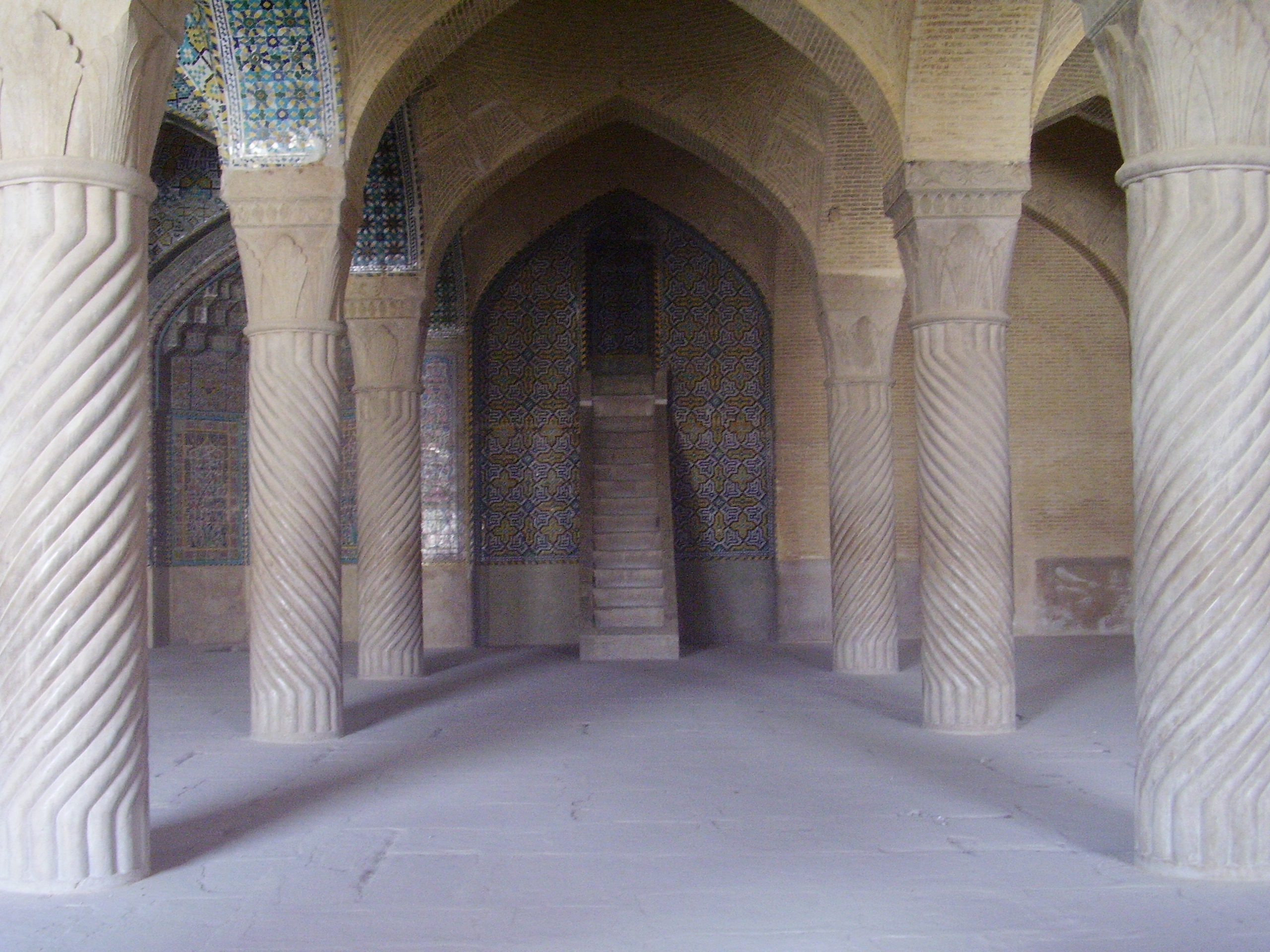
1846年9月，巴孛站在设拉子Vakil清真寺的讲坛向公众讲演。

在巴孛早期的圣作中，他所宣示的崇高地位是不容质疑的，但由于人们的观念，似乎他在传达一种印象，自己仅仅是通往隐遁的第十二位伊玛目的大门。对他的早期信徒而言，他的具体地位问题并不清楚，而他们逐渐被告知，他并非仅仅是通向隐遁的伊玛目的大门，而是隐遁的伊玛目的显现，和卡伊姆本身。 在他与穆拉·侯赛因早期的接触中，他把自己称作主和被允诺者，不仅仅是赛义德·卡齐姆的继任者，而是宣告了先知的地位，并不仅仅由隐遁的伊玛目委派，而是直接来源于神权。他早期的文本如优素福章的经注使用了古兰经式的语言，暗示了他的神圣统权，并表明了自己伊玛目的地位。当穆拉·阿里-巴斯塔米，第二位新生字母因为传导巴孛的信仰而在巴格达被审时，神职人员研读了优素福章的评论，从中发现了作者声称的神启，并且从中引用大量文字来说明，作者为自己作了弥赛亚的宣示。
然而，在向公众宣告的早期阶段，巴孛的称号仍然强调了他是通往隐遁伊玛目的大门，因为巴孛告诫他的早期信徒，勿要将他的宣示和他的名完全公开。将自己的地位摆在一个较低的位置上的做法是为了创造出一种对隐遁伊玛目的期待，也是为了避免迫害和牢狱之灾，因为公开宣称自己马赫迪的地位可能导致巴孛迅速被处以死刑。在数月之后，巴孛看到他的信众和公众对他的接受和准备程度加深，而逐渐公开宣称自己为隐遁的伊玛目。随后在他最后的几年中，他公开表明了自己上帝的显示者的地位。在对他进行的审判中，他在波斯王位继承人和其他贵族的面前，无畏地宣示了自己的身份，表明自己就是那被允诺的一位。在他公开宣示的开始几个月，这种谨慎的做法受到了最大程度的关注，引起了尽量小的歧义。
他的宣示逐步被完全公开，但也确实给人们造成了一定的疑惑，无论是在他的信众还是普通公众中。一些他的早期信众立即就承认他是有神圣权威的来自上帝的信使，这引起了巴比社团中的一些分歧。  另外，尽管巴孛本人希望谨慎地传达这些信息，但许多他的追随者（如塔荷蕾）已经公开了宣称了被允诺的隐匿的伊玛目和马赫迪的到来。

### 旅行和监禁
当18个新生字母都承认了他后，巴孛和第18名新生字母，库都斯，去伊斯兰的圣城麦加和麦地那朝圣。在麦加，巴孛写信给麦加的谢里夫，克尔白的监管人，表明了自己的使命。朝圣后，巴孛和库都斯回到了伊朗的布什尔。
不久后，新生字母的传导引来了伊斯兰神职人员的反对，挑唆设拉子的长官批捕巴孛。巴孛在听到批捕令后，当即于1845年6月离开布什尔赶赴设拉子，向当局自首。他在他舅舅家被软禁，直到1846年9月，城里起了一场霍乱疫情。 巴孛因此被释放，并去往伊斯法罕城。那里有许多人赶到主麻-伊玛目，一位同情他的当地神职人员的首领家里去看他。在一场非正式的聚会上，巴孛与当地神职人员辩论，展现了他快速即兴赋诗的能力，而名声四起。他的支持者伊斯法罕的长官死后，该省的神职人员向沙阿施压，命令巴孛于1847年1月去德黑兰。在德黑兰城外的帐篷里住了几个月，还没有见到沙阿时，宰相又驱使巴孛去大不里士，位于伊朗的西北角，并被囚禁在那里。

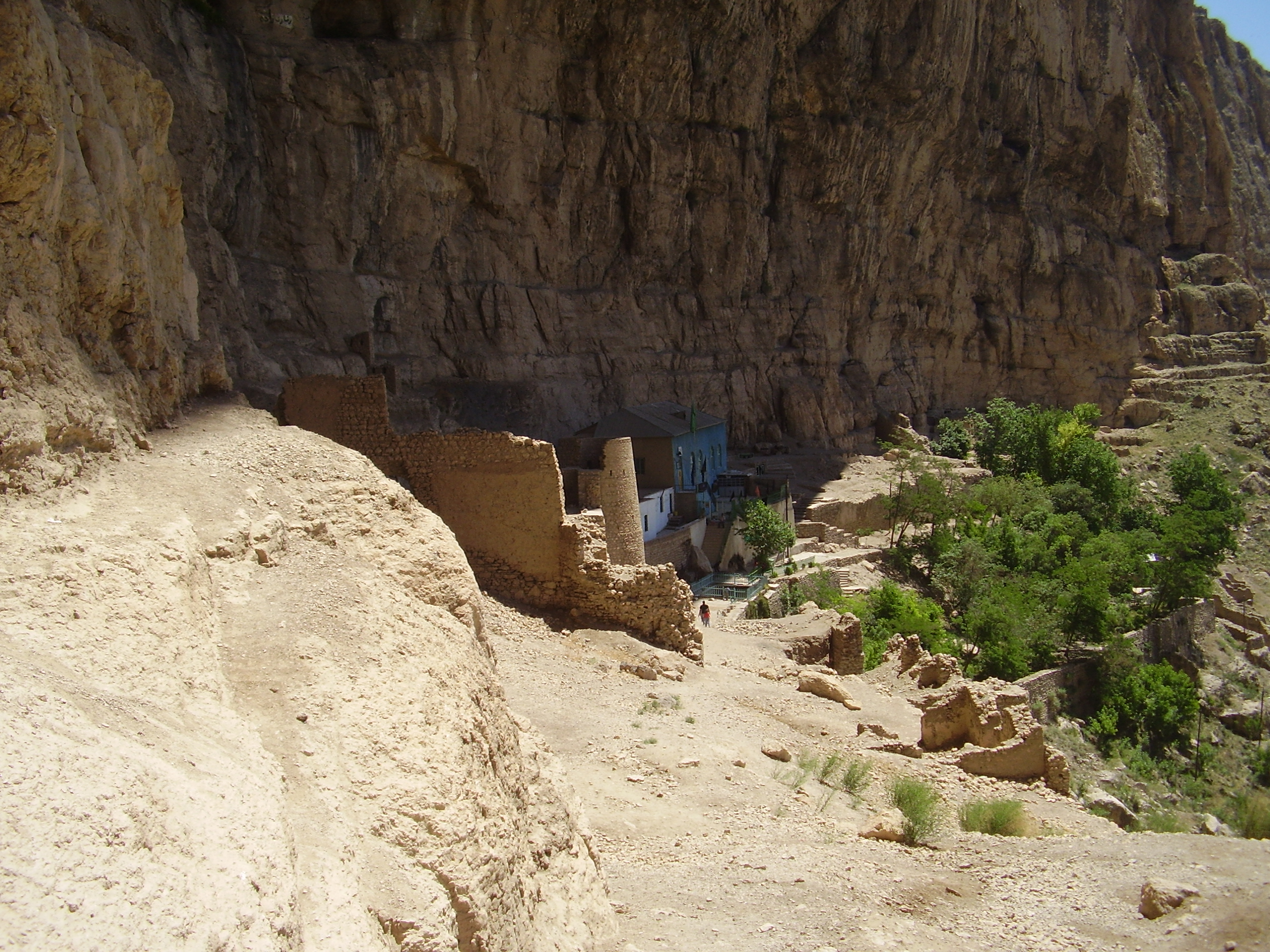
马库堡（2008）

在大不里士停留了40天以后，巴孛被转送到马库堡，位于土耳其边境的阿塞拜疆省。在囚禁期间，巴孛启示了他最重要的经文，《波斯语巴扬经》，但他一直到殉道也没写完。由于巴孛在马库越来越受欢迎，马库的长官也皈依巴孛的新信仰，宰相又在1848年把他转送到奇赫里特堡关押。但在那里的情况也是同样，他的名声越来越高，狱卒也放松了对他的管辖。也是在此处， Áqa Bálá Big Shíshvání Naqshbandí为巴孛画了画像。
于是，宰相命令巴孛回到大不里士，政府召集了宗教当局对巴孛的亵渎和叛教进行了审判。

### 审判
1848年7月，王储和数名神职人员出席了审判。他们审问巴孛他宣示和教义的本质是什么，还命令他必须制造一个神迹来证明他有神圣权威。他们奉劝他放弃他的宣示。现对这场审判仍存九份目击报告，其中一部分的来源是其他更早的报告。其中六份报告是出于穆斯林视角，对巴孛的描述是负面的。这九份来源中，共列出了62个问题，但其中18个仅出自一份报告，15个出自两份，8个出自三份，5个出自四份，13个出自五份，3个出自六份。除了「是」和「他没有回答」外，总共记录了35个回答，10个出自一份报告，8个出自两份，6个出自三份，3个出自四份，2个出自五份，5个出自六份，只有一个答案是九份报告都提及的，即巴孛回答「我是你们期待了一千年的人。」他声称自己是马赫迪，大胆而毫不含糊。
审判并没有得出结论，神职人员希望判巴孛死刑，但政府希望从宽处理，因为巴孛很有声望。政府咨询了医疗方面的专家，宣布巴孛疯了，不能被处决。似乎政府也对神职人员让步，散布谣言，说巴孛变节了。
Shaykh al-Islam，一位当地有名望的神职人员，反巴比阵营的头目，当时并不在审判的现场，他提出如果巴孛神智正常的话可以判他死刑。因为巴孛叛教，他们签署了一份追杀令，声明「一名不可救药的叛教者的反悔是不能被接受的，之所以推迟了对你执行死刑，是因为对你的精神问题尚存疑虑。」
王储的医生，威廉·考密克对巴孛进行了检查，并遵照政府的意思为宽大处理寻找余地。医生的意见为巴孛赢得了一点时间，但神职人员坚持认为巴孛应该受肉刑。所以巴孛受了笞刑（双脚底被抽打了二十鞭）。 官方报道，因为笞刑太过严酷，巴孛变节、道歉，并且说他不会继续宣示自己的神圣地位。
尽管有许多官方的来源说明巴孛否认了自己的宣示，但并没有多少非官方来源的材料来说明这些来源的可靠性。有些人认为这只是用来让巴孛难堪，降低巴孛在公众中信誉的。 有一份未签名、未注明日期的档案，据认为是写作于巴孛在大不里士受审，并否认自己神圣地位不久后的。但这份档案的语言风格跟巴孛一向的文风不符，有可能是官方预先准备的，但巴孛拒绝签署。最终巴孛被令转送到奇赫里特。

## 处决

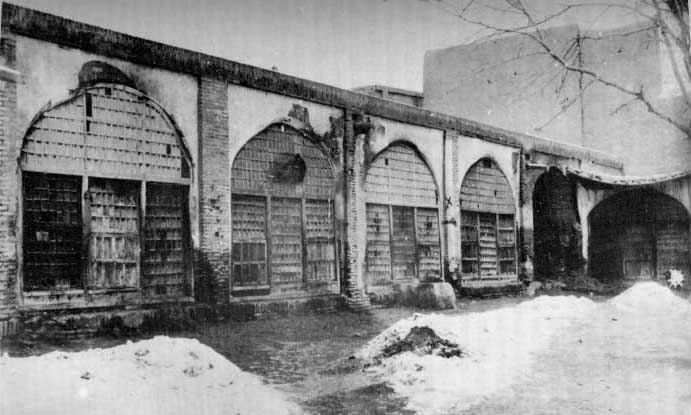
大不里士兵营前的广场，巴孛殉难处

1850年代中期，新上任的宰相阿米尔·卡比尔 下令处决巴孛。或许是因为有多起巴比暴动都受到了镇压，当时运动的热度已在减退。巴孛被从奇赫里特带回到大不里士，预备由一个班的洋枪队处决。在行刑的前夜，在他被带回囚室时，一位年轻的巴比教徒，佐努兹人氏默罕默德·阿里，叫做阿尼斯的，跪倒在巴孛面前，祈求跟他一起死。他被立即逮捕并和巴孛关在同一个囚室里。

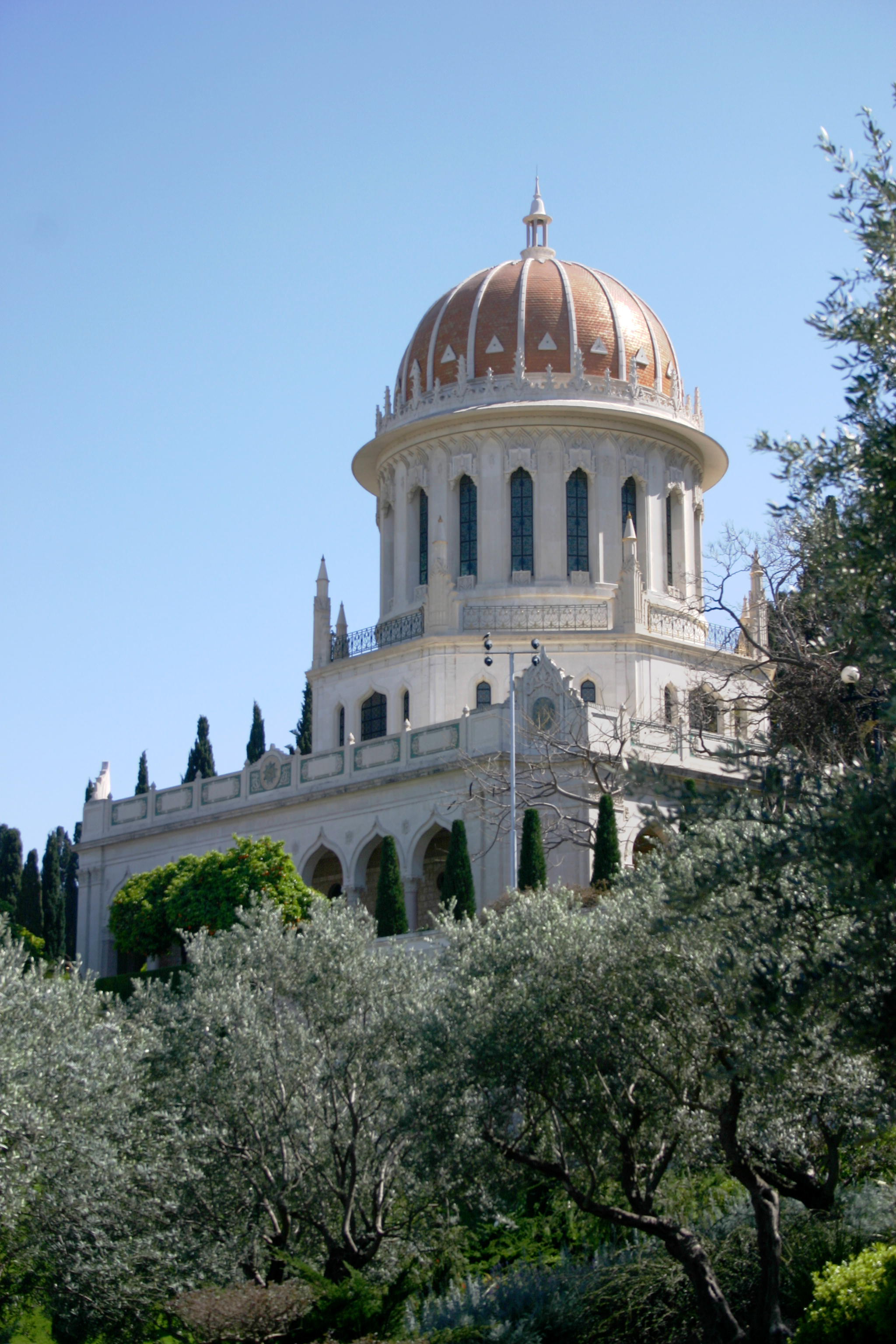
位于以色列海法的巴孛陵寝

1850年7月9日早上，巴孛被带到关押他的兵营的校场上，有数千人聚集围观他被处决。巴孛和阿尼斯被吊在墙上，一大队基督徒士兵准备射击。许多目击者，包括一些西方的外交官，重述了这一场景射击的命令下达，兵营的校场上弥漫着步枪的浓烟。当烟雾散去的时候，巴孛已经不在那里了，而他的同伴站在那里毫发未损：显然子弹没有伤到他们任何一个人，但打断了吊他们的绳子。当时有大的骚动，人群中许多人相信，巴孛已经升入天堂了，或者干脆消失了。但是士兵随后在校场的另一个角落发现了巴孛，毫发未损，给他的秘书下达最后的指示。他和阿尼斯被再次绑起来处决，第二个穆斯林士兵的射击班站在他们面前，第二次射击指令下达，这次巴孛和阿尼斯被杀死了。在巴比-巴哈伊传统中，第一次射击班未能杀死巴孛被认为是神迹。他们的遗体被抛弃在城门外由动物撕咬。
但是他们的遗体仍然被一些巴比教徒暗中收留并隐藏。以后，遗体被秘密地一路运送到伊斯法罕，克尔曼沙赫，巴格达和大马士革，至贝鲁特，并于1899年从此走海运到阿卡，迦密山下的平地。1909年3月21日，遗体葬入陵寝，此处是由阿博都·巴哈特别指定的，在以色列海法的迦密山。巴哈伊世界中心就在附近，游人可以自由游览此处的花园。

## 继任

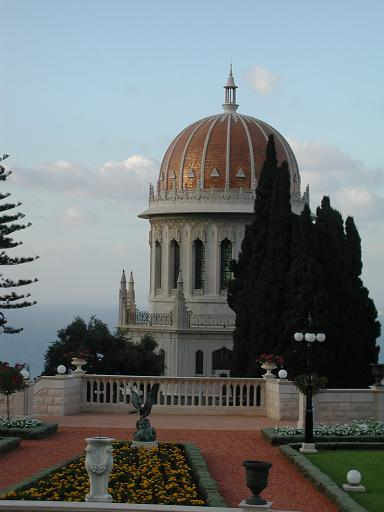
巴孛陵寝

在巴孛大多数的主要著作中，他都暗示将要出现一位允诺者，往往被称为man yazhiruhu'lláh，即「上帝将昭示天下者」，而他自己仅仅是「上帝将昭示天下者手上的一个指环」。在巴孛殉道后20年内，有25人声称自己是那位允诺者，而其中最重要的一位是巴哈欧拉。
在巴孛去世前，他给米尔扎·叶海亚（称号为苏卜赫阿扎尔，即「永生之晨」）写了一封信，是他的遗嘱。 这封信的内容被认为是指定米尔扎·叶海亚在巴孛去世后作为巴比社团的领导人。他同样被要求，当允诺者出现时应当服从他。 在那时，叶海亚还只是一个少年，他从来没有在巴比运动中发挥过领导作用，仍然住在他哥哥巴哈欧拉的家中。这些都让巴哈伊们相信，巴孛指定叶海亚为继承人，是为了将注意力从巴哈欧拉身上转移开，且巴比信徒能够自由地拜访巴哈欧拉，并与他磋商，而巴哈欧拉也得以自由地给巴比信徒写信。并且，在什叶派伊斯兰教中，有隐藏的领导人的悠久传统，副手才真正掌握实权。
巴哈欧拉宣告，1852年，当他在德黑兰的监狱里时，一位天国的女仆来见他，这是他作为上帝的使者使命开始的象征。10年后在巴格达，他公开宣布了自己是上帝的显圣者，绝大多数巴比教徒认出了他就是「上帝将昭示天下者」。他的追随者开始把自己称作巴哈伊。
在巴哈欧拉从伊朗到巴格达，再到伊斯坦布尔和埃迪尔内（阿德里安堡）的流放途中，叶海亚继续跟他住在一起，或者跟他住得很近。尽管巴哈欧拉1863年的宣示在理论上已经宣布了叶海亚对巴比社团的领导权已无实际意义。1867年9月，在阿德里安堡，叶海亚向巴哈欧拉提出挑战，要在当地的一处清真寺内检验上帝的神圣意愿，如「上帝将击倒冒充者」。巴哈欧拉同意了，并如约赴苏丹斯莱姆清真寺，但叶海亚却并未出现。
米尔扎·叶海亚的追随者被称为阿扎勒巴比教徒，对于没有承认巴哈欧拉的巴比教徒，叶海亚仍然作为他们的首领，直到他死于1912年。他是否有继任者目前存在争议。来自巴哈伊方面的材料显示，18个由叶海亚指定的监视巴比社团的“目击者”中，有11人最后成为了巴哈伊，包括他的儿子。据称由叶海亚指定的继任者Hadíy-i-Dawlat-Abádí，后来公开否认对巴孛的信仰和叶海亚的忠诚。
最终，巴哈欧拉成功了，几乎所有的巴孛信徒都抛弃了叶海亚，成为了巴哈伊。现今，巴哈伊信徒的数量在几百万，而阿扎勒巴比信徒只有一千左右，局限在伊朗。

## 教义
巴孛的教义主要可以分为三个阶段，各自有个明确的主题。他最早的教义主要集中于对古兰经的和其他伊斯兰传统的阐释。这种阐释的模式在整个三个阶段中都是持续的，随后他的重点转向了哲学上的澄清，并最终声明自己的宣示是真实合法的。在第二个哲学阶段，巴孛对「存在」和「创造」做了形而上学上的说明，而在第三个合法性阶段，他的神秘性和历史性教义完全统一了。对于巴孛全部三个时期的著作的分析显示，他所有的教义都有内在统一的原则和不同的维度及形式。

## 著作
绝大多数巴孛的著作已经遗失。巴孛本人称所有的启示超过了50万行诗节，而与之对比，古兰经只有6300节。如果假定一页有25节，这就相当于有20,000页之多。纳比尔在《破晓群英传》里提到了巴孛在马库堡囚禁期间，启示了9篇完整的古兰经经注，但都已经遗失，无迹可寻了。 但认清现存著作的文本字迹也不总是一件容易的事，有些文本还需要大量的工作。其他的则保存完好，有一些巴孛的著作有他信任的秘书的手抄本。
大多数他的著作是回答巴比信徒特定的提问而启示的。这并不稀奇，早在使徒保罗的时代，书信就是一种古老的创作权威文本的形式。新约四分之三的文本是书信，或者内含书信。有时，巴孛在秘书或目击者在场时快速吟诵诗节作出启示。
位于巴哈伊世界中心的巴哈伊档案馆目前约保存有190份巴孛的书简。一些重要著作的摘录见于仅用英文出版的著作汇编：《巴孛圣作选集》。Denis MacEoin在他的《早期巴比教义和历史出处》中，介绍了许多著作，下述许多概述都是从此处而来。除了主要的著作外，巴孛启示了很多书简给他的妻子和追随者，各种情景下的祈祷文，古兰经许多章节的经注，许多布道辞（其中的大多数没有演说）。很多都遗失了，其他的在选集中被保存下来。
巴孛因为在他的宗教著作中间或使用正确或不正确的阿拉伯语语法而被批评，尽管在他的阿拉伯语书信中几乎没有错误。这种不连续性的原因可能是借之区别出不能透过文字的表象看见内部传达的深层含义的人。

### 宣示前的著作
Todd Lawson在他的博士论文中提到，Tafsír-i-súrih-i-baqarih或《黄牛章经注》，巴孛所著的古兰经一章的经注。 这份古兰经评注巴孛从1843年11月~12月开始写作，大约在他宣示前6个月左右，第一部分大约在1844年3月或4月完成，后一部分在巴孛宣示后启示。这是仅存的完整保存的一部巴孛在他宣示前完成的著作。这也体现了巴孛对什叶派信仰的看法。

### 设拉子，1844年5-9月
- 加尧穆勒·阿斯玛（优素福章经注）的第一章[47] 是巴孛在向穆拉·侯赛因宣示的当晚，1844年5月23日写就的。整部著作约有几百页长，有人认为是巴哈伊信徒的手笔，需要40天才能完成；这是巴孛的长篇阿拉伯语著作之一。在巴比运动的第一年，这部作品被广泛传播，其功能相当于巴比信徒的古兰经或圣经。在书中，巴孛明确了自己是上帝的显示者，尽管这个声明隐藏在其他声明的背后，如他是隐遁伊玛目的仆人。[48]塔荷蕾把他的著作翻译成波斯语。

- Sahífih-yi-makhzúnih，于1844年9月，他出发去麦加前启示，包含了14段祈祷文，大多数是在特定的穆斯林圣日和节日吟诵的。内容在伊斯兰信仰期待的范围内。[49]

### 朝觐，1844年9月-1845年6月
在他九个半月到麦加的旅行中，巴孛启示了大量的著作：
- Khasá'il-i-sab`ih：巴孛结束朝觐，回布什尔的海上旅程中写作，列出了一些巴比社团应遵守的规定。手稿的抄本可能仍在伊朗。[50]

- Kitáb-i-Rúḥ：本书有700到900节，在巴孛航海会布什尔的过程中写作。原本在巴孛被捕时几乎被毁，一些手抄本尚存。[51]

- Sahífih baynu'l-haramayn：这是阿拉伯语的文本，1845年初巴孛从麦加去往麦地那时写作，以回答一位著名的谢赫派领袖。[52]

- Kitáb-i-Fihrist:巴孛著作目录，1845年6月21日，巴孛由麦加朝觐归来后，由他本人编写，是他早期著作的编目。[53]

### 布什尔和设拉子，1845年3月-1846年9月
1845年3月到6月，巴孛在布什尔，而后在设拉子。
- Sahífih-yi-Ja`fariyyih：1845年巴孛为一位不知名的接受者写作了本著述。篇幅过100页，重申了许多他的基本教义，尤其是与谢赫派信仰的关系。[54]

- Tafsír-i-Súrih-i-Kawthar（多福章经注）：巴孛在设拉子期间为Siyyid Yahyá Dárábí Vahíd写作本经注。这是设拉子时期最重要的著作。尽管本章只有3节，是全古兰经最短的章，但经注却超过200页篇幅。该著作在早期被广泛传播，现存至少有12个完整的抄本。[55]

### 伊斯法罕，1846年9月-1847年3月
- Nubuvvih khásish：本书有50页篇幅，为回答马努切尔·可汗在两个小时内启示成。讨论了穆罕默德「特别的先知地位」，穆斯林和基督徒论辩的重要主题。[56]

- Tafsír-i-Súrih-i-va'l-`asr（时光章评注）：这是巴孛在伊斯法罕囚禁期间两部主要著作之一，是即兴公开启示，以回应米尔·赛义德·穆罕默德，该城的一位著名神职人员的请求的；大多数内容是一晚上写就的，令当时在场的人惊讶。[57]

### 马库堡，1847年夏末-1848年5月
巴孛1847年3月离开伊斯法罕，在德黑兰城外逗留数月，然后前往马库的一个城堡，位于土耳其边境。完成了巴孛许多最重要的著作。
- 《波斯语巴扬经》：这无疑是巴孛最重要的著作，成熟地概括了他的教义。于1847年末到1848年初于马库写作的。著作由9章，称为「瓦希德」（或「团结」）组成，通常再分为19个「巴孛」（或「门」），唯一的例外是最后一个瓦希德（团结），仅由10个巴孛组成。巴孛本人解释，这将留待「上帝将昭示天下者」填补，完成全作。巴哈伊相信，巴哈欧拉的《笃信经》是巴扬经的补全。每一个瓦希德由一句阿拉伯语的概括开篇，使得本书比许多巴孛其他的著作要易读。本书的摘选在《巴孛圣作选集》中出版。A. L. M. 尼古拉斯将本书翻译成四卷150页的法语版。[58]

- 《阿拉伯语巴扬经》：这是两部巴扬经中较短、较次要的一部，由11个瓦希德（或「团结」））构成，每个有19个巴孛（或「大门」）。给出了巴孛教义和律法的简洁的说明。于1847年末到1848年初在马库写作成。

- Dalá'il-i-Sab'ih：此标题有两部著作，篇幅长的使用波斯文，短的使用阿拉伯语。两部都于1847年末到1848年初于马库写作完成。尼古拉斯将波斯语的Dalá'il-i-Sab'ih称为「赛义德·阿里·穆罕默德笔下最重要的论辩著作。」[59] 该著作是向一位非巴比信徒，或一位信仰产生动摇的追随者启示的，但接受者的具体身份不明。[來源請求]阿拉伯语的Dalá'il-i-Sab'ih是波斯语版本的概括。

### 奇赫里特，1848年5月1850年6月
除去中间因为受审而短暂前往大不里士，巴孛在奇赫里特度过了两年。他在这里写作的著作更具有神秘性，主题组织性较弱。有两部主要著作，和一些其他的小作品。
- Kitáb-i-Asmá'：这部超长的书是关于上帝的名，是在巴孛殉道前于奇赫里特最后的日子里写就的。许多本书的抄本，互相之间有不少差别，本书仍需大量的工作来恢复它的本来面目。[61]

- Kitáb-i-panj sha'n：1850年3月和4月写作，是巴孛最后的著作之一，本书共由85部分，组成17组组成，每一组均有一个不同的上帝的名作为标题。在每一组中，有5「级」，即5个不同的部分：诗节、祈祷文、布道，和波斯文作品。每一组都分别寄送给了不同的人，在不同的日子里写作成。所以该书是一系列不相关的杂录材料。某些部分是巴孛教义主题的深入阐述；其他是上帝的名的反复表述和在同一中心思想下的不同变式。[62]

### 引用
1. 1 2 3 4 5 6 7  Bausani, A. . . Leiden, The Netherlands: Koninklijke Brill NV. 1999.
2. 1 2  Balyuzi, H.M. . Oxford, UK: George Ronald. 1973: 30–41. ISBN 0853980489.
3. ↑  Balyuzi, H.M. . Oxford, UK: George Ronald. 1973: 32. ISBN 0853980489.
4. ↑  . Bahá'í International Community.   [2008-04-09]. （原始内容存档于2008-03-14）.
5. ↑  . bahai.library.org.   [2008-04-09]. （原始内容存档于2011-08-05）.
6. 1 2 3 4 5 6 7 8 9 10 11 12 13 14 15  MacEoin, Dennis. . . 1989.
7. ↑  Lambden, Stephen. . Smith, Peter  (编). . Kalimát Press. 1986: 1–31  [2012-03-15]. ISBN 0-933770-16-2. （原始内容存档于2012-09-25）.
8. ↑  Hajji Muhammad Husayn, quoted in Amanat, Abbas. . Ithaca: Cornell University Press. 1989: 132–33.
9. ↑  H.M. Balyuzi, The Bab - The Herald of the Day of Days, p. 146
10. ↑  H.M. Balyuzi, Khadijih Bagum - Wife of the Bab
11. ↑  Balyuzi, pp. 13.
12. ↑  . BBC.   [2006-07-02]. （原始内容存档于2009-02-25）.
13. 1 2  Amanat, Resurrection and Renewal, 191.
14. ↑  Momen, Moojan. . Bahá'í Studies Review. 1995, 5 (1).
15. 1 2 3  Saiedi, Nader. . Waterloo, ON: Wilfrid Laurier University Press. 2008: 19. ISBN 978-1-55458-035-4.
16. ↑  Amanat, Abbas. . Stein, Stephen J.  (编). . New York: Continuum. 2000: 241–242. ISBN 0826412556.
17. ↑  Amanat, Resurrection and Renewal, 171.
18. 1 2  Amanat, Resurrection and Renewal, 230-31.
19. 1 2 3 4 5 6 7  Manuchehri, Sepehr. . Research Notes in Shaykhi, Babi and Baha'i Studies. 1999, 3 (3)  [2007-09-23]. （原始内容存档于2006-12-02）.
20. 1 2 3 4 5  MacEoin, Denis. . Occasional Papers in Shaykhi, Babi and Baha'i Studies. May 1997, 1  [2006-07-02]. （原始内容存档于2006-06-15）.
21. ↑  Amanat, Resurrection and Renewal, 257.
22. ↑  Amanat, Resurrection and Renewal, 258.
23. ↑    - Denis MacEoin. . Leiden: Brill. 1992: 177  [2012-03-19]. ISBN 9004094628. （原始内容存档于2014-07-04）.Muhammad 'Alí Faydí's Hadrat-i Nuqta-yi Ulá （Tehran, 132 B.E./1976-77）: "This work contains an interesting account of the single portrait of the Báb painted by Áqa Bálá Big Shíshvání Naqshbandí during Shírazí's stay in Urúmiyya in 1848 （pp. 367-74）. This painting is now kept in the Bahá'í archives in Haifa..."
24. 1 2 3 4 5  Amanat, Abbas. . Ithaca: Cornell University Press. 1989: 390–393.
25. ↑  Browne, E.G. . Cambridge: Cambridge University Press. 1918.
26. ↑  Shoghi, Effendi. . Wilmette, Illinois: Bahá'í Publishing Trust. 1944: 52  [2012-03-29]. ISBN 0877430209. （原始内容存档于2012-01-19）.
27. ↑  Shoghi, Effendi. . Wilmette, Illinois: Bahá'í Publishing Trust. 1944: 273–289  [2012-03-29]. ISBN 0877430209. （原始内容存档于2012-01-27）.
28. ↑  Lepard, Brian D. . Baha'i Publishing Trust. October 2008: 50  [March 20, 2011]. ISBN 9781931847346. （原始内容存档于2013-11-08）.
29. ↑  .   [2012-03-31]. （原始内容存档于2004-12-08）.
30. ↑  .   [2012-03-18]. （原始内容存档于2006-02-13）.
31. ↑  Cole, Juan. .   [June 22, 2006]. （原始内容存档于2018-01-22）.
32. ↑  Browne （1918） p. 18. （页面存档备份，存于） & Salmání （1982） pp. 94–95 （页面存档备份，存于）
33. ↑  Shoghi Effendi （1944） p. 233 （页面存档备份，存于） & Momen （1991） pp. 99 （页面存档备份，存于）
34. ↑  . Britannica Concise.   [October 14, 2006]. （原始内容存档于2007年10月14日）.
35. ↑  Saiedi, Nader. . Waterloo, ON: Wilfrid Laurier University Press. 2008: 27–28. ISBN 978-1-55458-035-4.
36. ↑  Saiedi, Nader. . Waterloo, ON: Wilfrid Laurier University Press. 2008: 49. ISBN 978-1-55458-035-4.
37. ↑  MacEoin, Sources for Early Bābī Doctrine and History, 15.
38. ↑  Denis MacEoin, The Sources for Early Bābī Doctrine and History （Leiden: Brill, 1992）, 88.
39. ↑  MacEoin, Sources for Early Bābī Doctrine and History, 12–15.
40. ↑  On letters as a medium of composition of the New Testament, see Norman Perrin, The New Testament: An Introduction, Proclamation and Parenesis, Myth and History （New York: Harcourt Brace Jovanovitch, 1974）, 96–97.
41. ↑  Unpublished letter from the Universal House of Justice. .   [December 16, 2006]. （原始内容存档于2011-06-06）.
42. ↑  MacEoin, Sources for Early Bābī Doctrine and History, 15–40.
43. 1 2  William McCants. .   [March 26, 2008]. （原始内容存档于2011-10-19）.
44. ↑  Todd Lawson. .   [March 26, 2008]. （原始内容存档于2011-10-20）.
45. ↑  B. Todd Lawson, The Qur'an Commentary of Sayyid `Alî Muḥammad, the Bab, PhD diss, Institute of Islamic Studies, McGill Univ., Montreal, 1987, 250–51.
46. ↑  MacEoin, Sources for Early Bābī Doctrine and History, 46–47.
47. ↑  Hands of the Cause Residing in the Holy Land, Ed. : 13.   [July 2, 2006]. （原始内容存档于2013-10-23）.
48. ↑  MacEoin, Sources for Early Bābī Doctrine and History, 55–57.
49. ↑  MacEoin, Sources for Early Bābī Doctrine and History, 59–60.
50. ↑  MacEoin, Sources for Early Bābī Doctrine and History, 61–63.
51. ↑  MacEoin, Sources for Early Bābī Doctrine and History, 61.
52. ↑  MacEoin, Sources for Early Bābī Doctrine and History, 60–61.
53. ↑  MacEoin, Sources for Early Bābī Doctrine and History, 65.
54. ↑  MacEoin, Sources for Early Bābī Doctrine and History, 66–67.
55. ↑  MacEoin, Sources for Early Bābī Doctrine and History, 71; Nabíl-i-Zarandí, The Dawn-breakers, 174-76.
56. ↑  MacEoin, Sources for Early Bābī Doctrine and History, 76–77; Amanat, Resurrection and Renewal, 257; Nabíl-i-Zarandí, The Dawn-breakers, 202-04.
57. ↑  MacEoin, Sources for Early Bābī Doctrine and History, 76.
58. ↑  MacEoin, Sources for Early Bābī Doctrine and History, 83–85.
59. ↑  MacEoin, Sources for Early Bābī Doctrine and History, 85–88.
60. ↑  MacEoin, Sources for Early Bābī Doctrine and History, 88–94.
61. ↑  MacEoin, Sources for Early Bābī Doctrine and History, 91–92.
62. ↑  MacEoin, Sources for Early Bābī Doctrine and History, 93–95.